# 오장동항
오장동항은 경상남도 고성군 거류면 화당리에 있는 어항이다. 2002년 8월 6일 어촌정주어항으로 지정하여 관리하고 있다. 시설관리자는 고성군수이다.

## 어항 구역
- 수역: 오장동선착장 북서쪽 해안바위 돌출부에서 선착장과 남쪽 호안도로 종점 돌출부를 연결한 선내수면
- 육역: 경남 고성군 거류면 화당리 30-4번지 외 1필지

## 어항 시설
- 호안 124m, 선착장 22m

## 주요 어종
- 굴, 대구, 감성돔, 도다리, 갯가재, 물매기, 바지락 등